# Edson Moury Fernandes
Edson Moury Fernandes (Recife, 2 de abril de 1911 - Recife, 9 de fevereiro de 1982) foi um político brasileiro. Atuou como deputado federal por Pernambuco (1955-1959 e 1967-1969).